# Сакраменто (Пезаро и Урбино)
Сакраменто је насеље у Италији у округу Пезаро и Урбино, региону Марке.
Према процени из 2011. у насељу је живело 61 становника. Насеље се налази на надморској висини од 220 м.